# 후포면
후포면(厚浦面)은 대한민국 경상북도 울진군의 면이다. 울진군 최남단에 위치해 있으며 넓이는 22.16km2이고, 인구는 2011년 기준으로 8,667명이다. 평해읍과 이웃해 있지만 인구로는 평해읍보다 3배가량 더 많은 곳이다. 울릉도와 가장가까운 항구가 있는 곳이다.

## 변천 과정
- 고려시대 기성현
- 조선시대 평해군
- 1914년 3월 1일 울진군 평해면
- 1953년 1월 19일 평해면 후포출장소
- 1980년 12월 1일 평해읍 후포출장소
- 1986년 4월 1일 후포면 승격

## 행정 구역
- 금음리(金音里)
- 삼율리(三栗里): 행정복지센터 소재지.
- 후포리(厚浦里)

## 교육 기관
- 후포초등학교
- 후포초등학교 병설유치원
- 후포동부초등학교
- 후포중학교
- 후포고등학교